# Marie-Christine Blandin

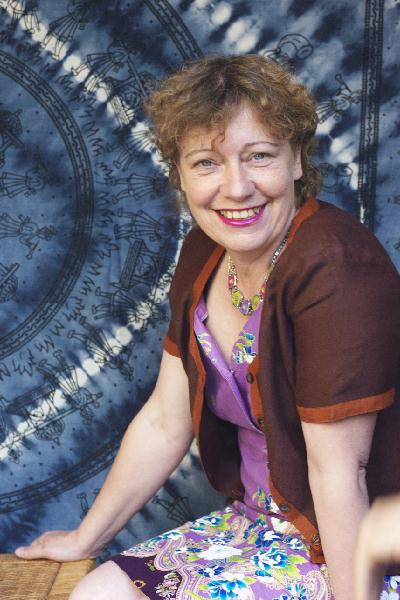
Marie-Christine Blandin

Marie-Christine Blandin (* 22. September 1952 in Roubaix) ist eine französische Politikerin der Grünen. Zurzeit ist sie Senatorin.
Blandin trat 1984 den französischen Grünen bei. Von 1992 bis 1998 war sie Präsidentin des Regionalrats von Nord-Pas-de-Calais. Seit September 2001 ist sie Senatorin des Départements Nord und Mitglied des Ausschusses für kulturelle Angelegenheiten und des parlamentarischen Amts zur Auswertung wissenschaftlicher und technologischer Wahlmöglichkeiten (einem gemeinsamen Ausschuss der Nationalversammlung und des Senats, der das Parlament über die Konsequenzen wissenschaftlicher und technischer Optionen informiert).
Blandin gehört der Grünen-Fraktion des Senats an.

## Politische Mandate
- 1992–1998: Präsidentin des Regionalrates des Départements Nord
- seit 2001: Senatorin

| Personendaten    | Personendaten            |
| ---------------- | ------------------------ |
| NAME             | Blandin, Marie-Christine |
| KURZBESCHREIBUNG | französische Politikerin |
| GEBURTSDATUM     | 22. September 1952       |
| GEBURTSORT       | Roubaix                  |